# Louisa, un mot d'amour
Louisa, un mot d'amour (titre original néerlandais : Louisa, een woord van liefde) est un film belge réalisé par Paul Collet et Pierre Drouot, sorti en 1972.

## Fiche technique
- Réalisateur : Paul Collet, Pierre Drouot
- Scénario :
- Dialogues :
- Production :
- Chef caméraman :
- Photographie : Eduard van der Enden
- Montage :
- Musique : Roger Mores
- Direction musicale :
- Décors :
- Costumes :
- Son :
- Script :
- Dates de sortie :

## Distribution
- Roger Van Hool : Paul
- Willeke van Ammelrooy : Louisa
- André van den Heuvel : Pierre
- Alison Macro : Isabelle
- Joris Collet : Ivan
- Lo van Hensbergen : Deschamps
- Jet Naessens : Madame Cluytens
- Paul S'Jongers : Le paysan
- Martha Dewachter : La paysanne
- Hugo Metsers : Charles
- Denise Zimmerman : Paulette
- Cara Van Wersch : Gaste
- Annelies Vaes : Lucie
- Bert André
- Cara Fontaine
- Leendert Janzee
- Lode Van Beek
- Georges Van Gelder